# John David Washington
John David Washington (28 de julho de 1984) é um ator americano e ex-running back de futebol americano. Ele jogou na faculdade de Morehouse. Washington mudou para a carreira de ator como seu pai, Denzel Washington, e mãe, Pauletta Washington. Ele é conhecido por seus papéis na série Ballers e no filme BlacKkKlansman (2018), pelo qual recebeu indicações ao Globo de Ouro e ao Screen Actors Guild Award.

## Filmografia

### Filmes
| Ano  | Título                | Papel                               | Notas        |
| ---- | --------------------- | ----------------------------------- | ------------ |
| 1992 | Malcolm X             | Estudante na sala de aula do Harlem |              |
| 2010 | The Book of Eli       | —                                   | Co-produtor  |
| 2017 | Love Beats Rhymes     | Mahlik                              |              |
| 2018 | Monsters and Men      | Dennis Williams                     |              |
| 2018 | Monster               | Richard "Bobo" Evans                |              |
| 2018 | BlacKkKlansman        | Detetive Ron Stallworth             |              |
| 2018 | The Old Man & the Gun | Tenente Kelley                      |              |
| 2020 | Tenet                 | O Protagonista                      |              |
| 2021 | Malcolm & Marie       | Malcolm                             | Produtor     |
| 2021 | Beckett               | Beckett                             | Pós-produção |
| 2024 | The Piano Lesson      | Boy Willie Charles                  |              |

### Televisão
| Ano       | Título  | Papel        | Notas            |
| --------- | ------- | ------------ | ---------------- |
| 2015–2019 | Ballers | Ricky Jerret | Elenco principal |

## Prêmios e indicações
| Ano  | Prêmios                     | Categoria                                           | Trabalho       | Resultado |
| ---- | --------------------------- | --------------------------------------------------- | -------------- | --------- |
| 2018 | NAACP Image Awards          | Melhor Ator Coadjuvante em Série de Comédia         | Ballers        | Indicado  |
| 2018 | IMDb STARmeter Awards       | Breakout Star                                       | Ele mesmo      | Venceu    |
| 2018 | Prêmios People's Choice     | Estrela de Filme Dramático                          | BlacKkKlansman | Indicado  |
| 2019 | Prêmios Globo de Ouro       | Melhor Ator em Filme Dramático                      | BlacKkKlansman | Indicado  |
| 2019 | Prêmios Satellite           | Melhor Ator em Filme de Comédia ou Musical          | BlacKkKlansman | Indicado  |
| 2019 | Prêmios Screen Actors Guild | Melhor Performance de um Ator em um Papel Principal | BlacKkKlansman | Indicado  |
| 2019 | Prêmios Screen Actors Guild | Melhor Elenco em um Filme                           | BlacKkKlansman | Indicado  |